# Amerikaanse Maagdeneilanden op de Olympische Zomerspelen 1996
De Amerikaanse Maagdeneilanden namen deel aan de Olympische Zomerspelen 1996 in Atlanta, Verenigde Staten. Het was de zevende deelname aan de Olympische Zomerspelen. Aan de enige gewonnen medaille in 1988 werd deze editie geen medaille toegevoegd.
Van de twaalf deelnemers waren er zes debutant op de Spelen, vier namen er voor de tweede keer deel, een voor de derde keer en een voor de vierde keer.

## Deelnemers en resultaten
(m) = mannen, (v) = vrouwen 

### Atletiek
| Olympiër                                               | Discipline      | Resultaat | Prestatie                                       |
| ------------------------------------------------------ | --------------- | --------- | ----------------------------------------------- |
| Mitch Peters                                           | 100m (m)        | 96e       | serie 5: 8e in 11,12                            |
| Marlon Williams                                        | marathon (m)    | 108e      | 2:48.26                                         |
|                                                        |                 |           |                                                 |
| Ameerah Bello                                          | 200m (v)        | 30e       | serie 4: 5e in 23,45 kwartfinale 1: 7e in 23,66 |
| Ameerah Bello                                          | 400m (v)        | 38e       | serie 2: 7e in 53,40                            |
| Ameerah Bello Maria Noel Jilma Patrick Rochelle Thomas | 4×100m (v)      | 15e       | serie 1: 6e in 46,09                            |
| Flora Hyacinth                                         | verspringen (v) | 13e       | kwalificatie: 12e met 6,58m                     |

### Boksen
| Olympiër      | Discipline  | Resultaat | Prestatie                           |
| ------------- | ----------- | --------- | ----------------------------------- |
| Jacobo Garcia | -63,5kg (m) | 17e       | 1e ronde: V van USA Diaz: knock-out |

### Schietsport
| Olympiër       | Discipline             | Resultaat | Prestatie                                               |
| -------------- | ---------------------- | --------- | ------------------------------------------------------- |
| Bruce Meredith | 50m geweer liggend (m) | 42e       | kwalificatie: 589 punten (99 - 99 - 95 - 100 - 98 - 98) |

### Zeilen
| Olympiër       | Discipline      | Resultaat | Prestatie                                                          |
| -------------- | --------------- | --------- | ------------------------------------------------------------------ |
| Paul Stroeken  | plankzeilen (m) | 23e       | 145 punten (28 - 21 - 30 - 21 - 17 - 21 - 19 - 32 - 18 = 207 pnt.) |
|                |                 |           |                                                                    |
| Lisa Neuburger | plankzeilen (v) | 14e       | 79 punten (10 - 12 - 15 - 13 - 9 - 12 - 12 - 13 - 11 = 107 pnt.)   |

### Zwemmen
| Olympiër     | Discipline         | Resultaat | Prestatie            |
| ------------ | ------------------ | --------- | -------------------- |
| Khemo Rivera | 50m vrije slag (m) | 53e       | serie 2: 1e in 24,62 |

Afghanistan · Albanië · Algerije · Amerikaanse Maagdeneilanden · Amerikaans-Samoa · Andorra · Angola · Antigua‑Barbuda · Argentinië · Armenië · Aruba · Australië · Azerbeidzjan · Bahama's · Bahrein · Bangladesh · Barbados · België · Belize · Benin · Bermuda · Bhutan · Bolivia · Bosnië en Herzegovina · Botswana · Brazilië · Britse Maagdeneilanden · Brunei · Bulgarije · Burkina Faso · Burundi · Cambodja · Canada · Centraal-Afrikaanse Republiek · Chili · China · Chinees Taipei · Colombia · Comoren · Congo-Brazzaville · Cookeilanden · Costa Rica · Cuba · Cyprus · Denemarken · Djibouti · Dominica · Dominicaanse Republiek · Duitsland · Ecuador · Egypte · El Salvador · Equatoriaal-Guinea · Estland · Ethiopië · Fiji · Filipijnen · Finland · Frankrijk · Gabon · Gambia · Georgië · Ghana · Grenada · Griekenland · Groot-Brittannië · Guam · Guatemala · Guinee · Guinee-Bissau · Guyana · Haïti · Honduras · Hongarije · Hongkong · Ierland · IJsland · India · Indonesië · Irak · Iran · Israël · Italië · Ivoorkust · Jamaica · Japan · Jemen · Joegoslavië · Jordanië · Kaaimaneilanden · Kaapverdië · Kameroen · Kazachstan · Kenia · Kirgizië · Koeweit · Kroatië · Laos · Lesotho · Letland · Libanon · Liberia · Libië · Liechtenstein · Litouwen · Luxemburg ·  Macedonië · Madagaskar · Malawi · Malediven · Maleisië · Mali · Malta · Marokko · Mauritanië · Mauritius · Mexico · Moldavië · Monaco · Mongolië · Mozambique · Myanmar · Namibië · Nauru · Nederland · Nederlandse Antillen · Nepal · Nicaragua · Nieuw-Zeeland · Niger · Nigeria · Noord-Korea · Noorwegen · Oeganda · Oekraïne · Oezbekistan · Oman · Oostenrijk · Pakistan · Palestina · Panama · Papoea-Nieuw-Guinea · Paraguay · Peru · Polen · Portugal · Puerto Rico · Qatar · Roemenië · Rusland · Rwanda · Saint Kitts en Nevis · Saint Lucia · Saint Vincent en Grenadines · Salomonseilanden · Samoa · San Marino · Sao Tomé en Principe · Saoedi-Arabië · Senegal · Seychellen · Sierra Leone · Singapore · Slovenië · Slowakije · Soedan · Somalië · Spanje · Sri Lanka · Suriname · Swaziland · Syrië · Tadzjikistan · Tanzania · Thailand · Togo · Tonga · Trinidad en Tobago · Tsjaad · Tsjechië · Tunesië · Turkije · Turkmenistan · Uruguay · Vanuatu · Venezuela · Verenigde Arabische Emiraten · Verenigde Staten · Vietnam · Wit-Rusland · Zaïre · Zambia · Zimbabwe · Zuid-Afrika · Zuid-Korea · Zweden · Zwitserland